# Cajuru (kommun)
Cajuru är en kommun i Brasilien.   Den ligger i delstaten São Paulo, i den sydöstra delen av landet, 600 km söder om huvudstaden Brasília. Antalet invånare är 23 378.
Följande samhällen finns i Cajuru:
- Cajuru

Omgivningarna runt Cajuru är en mosaik av jordbruksmark och naturlig växtlighet. Runt Cajuru är det ganska glesbefolkat, med 30 invånare per kvadratkilometer.